# Breznica (Varaždin)
Pour les articles homonymes, voir Breznica.
Breznica est un village et une municipalité située dans le comitat de Varaždin, en Croatie. Au recensement de 2001, la municipalité comptait 2 304 habitants, dont 99,44 % de Croates et le village seul comptait 891 habitants.

## Localités
La municipalité de Breznica compte 10 localités :
| - Bisag - Borenec - Breznica - Čret Bisaški - Drašković | - Jales Breznički - Jarek Bisaški - Mirkovec Breznički - Podvorec - Tkalec |